# 北元喜雄
北元 喜雄（きたもと のぶお、1924年1月1日 - 2010年10月31日）は実業家。太陽グループ代表（本部は石川県金沢市）。石川県小松市出身。勲四等瑞宝章。

## 略歴
大阪経済大学卒業。1951年から1971年まで4期にわたり金沢市議会議員を務める。元参議院議員の林屋亀次郎の秘書も16年間務める。
1970年に太陽開発の常務に就任し、翌年には同社代表取締役社長に就任。1975年に北陸大学の運営母体である学校法人松雲学園の副理事長に就任。1985年から1994年は学校法人北陸大学理事長、1996年から2004年まではエフエム石川代表取締役社長、金沢名鉄丸越百貨店取締役、石川県留学生協会会長、石川県青年団協議会会長なども務め、不動産開発をはじめ教育、医療、福祉など様々な事業を手がけた。
また、1990年の金沢市長選挙に立候補するが、当時金沢市の助役から立候補した山出保に大差で破れ、その後は政治活動から引退し経済活動に傾注した。
2010年10月31日、金沢市の病院で死去。86歳没。